# ناوچه سبک موساشی
ناوچه سبک موساشی (به انگلیسی: Japanese corvette Musashi) یک کشتی بود که طول آن ۶۲٫۷۸ متر (۲۰۶ فوت ۰ اینچ) بود. این کشتی در سال ۱۸۸۶ ساخته شد.